# Fontaine-Denis-Nuisy
Fontaine-Denis-Nuisy is een gemeente in het Franse departement Marne (regio Grand Est) en telt 258 inwoners (1999). De plaats maakt deel uit van het arrondissement Épernay.

## Geografie
De oppervlakte van Fontaine-Denis-Nuisy bedraagt 12,9 km², de bevolkingsdichtheid is 20,0 inwoners per km².
De onderstaande kaart toont de ligging van Fontaine-Denis-Nuisy met de belangrijkste infrastructuur en aangrenzende gemeenten.

## Demografie
Onderstaande figuur toont het verloop van het inwonertal (bron: INSEE-tellingen).